# George Back (aktor)
George Back – amerykański aktor filmowy i telewizyjny.
Znany z roli Portosa z serialu młodzieżowego Nickelodeon – Mega przygody Bucketa i Skinnera. Wystąpił również w innych filmach jak: Sportowy film czy Szefowie wrogowie.

## Wybrana filmografia
- 2007: Sportowy film jako Buddy Boy
- 2007: Ukryta strategia jako student
- 2010: High School jako Malcolm
- 2011: Kwarantanna 2: Terminal jako Ralph
- 2011: American Summer jako Jimmy
- 2011: Szefowie wrogowie jako współpracownik Kurta
- 2011-2012: Mega przygody Bucketa i Skinnera jako Portos